# قياسي (شوط)
قياسي هي قرية في مقاطعة شوط‌، إيران. يقدر عدد سكانها بـ 279 نسمة بحسب إحصاء 2016.